# Anonyx
Anonyx är ett släkte av kräftdjur. Enligt Catalogue of Life ingår Anonyx i familjen Uristidae, men enligt Dyntaxa är tillhörigheten istället familjen Lysianassidae.

## Dottertaxa tillAnonyx, i alfabetisk ordning[1][2]
- Anonyx adoxus
- Anonyx affinis
- Anonyx ampulloides
- Anonyx anivae
- Anonyx attenuatus
- Anonyx barrowensis
- Anonyx beringi
- Anonyx bispinosus
- Anonyx comecrudus
- Anonyx compactus
- Anonyx dalli
- Anonyx debruynii
- Anonyx eous
- Anonyx epistomicus
- Anonyx filiger
- Anonyx gurjanovai
- Anonyx hurleyi
- Anonyx laticoxae
- Anonyx lebedi
- Anonyx lilljeborgi
- Anonyx magnus
- Anonyx makarovi
- Anonyx minimus
- Anonyx multiarticulatus
- Anonyx nugax
- Anonyx ochoticus
- Anonyx orientalis
- Anonyx pacifica
- Anonyx pareous
- Anonyx pavlovski
- Anonyx petersoni
- Anonyx pseudeous
- Anonyx robustus
- Anonyx sarsi
- Anonyx schefferi
- Anonyx sculptifer
- Anonyx shoemakeri
- Anonyx stegnegeri
- Anonyx volkovi